# Veneranda Bragadin Cavalli
Veneranda Bragadin Cavalli (Venecia, 1566/67-Verona, ¿?), fue una escritora italiana de la Edad Moderna, prácticamente olvidada en la actualidad, pero en su momento una gran seguidora de la humanista veneciana Lucrezia Marinelli en cuanto a la defensa de los derechos de las mujeres. En este sentido, su obra participa de la controversia literaria querelle des femmes sobre la condición de la mujer dentro de una sociedad patriarcal.
Aunque se dedicó a la poesía, fue más conocida por una polémica carta-discurso que publicó en el 1614 en respuesta a un texto misógino de Giovanni Battista Barbo, también conocido como “Barbi”, un médico y literato oriundo de Padua.

## Biografía
Aunque la fecha de nacimiento de Veneranda no es fácil de aseverar, sabemos que en el registro civil de Verona del año 1614 la poeta tenía cuarenta y dos años de edad. Sin embargo, estos datos se contradicen con los de los registros relativos a los años 1593 y 1603, constando en ellos diferentes edades: veintisiete años en el primero y treinta y seis en el segundo. Es por esto que se deduce su fecha de nacimiento en torno a 1566/67.
Se casó con el viudo Ottavio Cavalli, de la nobleza veronesa, en algún momento entre los años 1582 y 1585. De su matrimonio anterior, Cavalli traía una hija, Laura, de once años de edad, que terminaría haciéndose monja. Veneranda y Ottavio tuvieron dos hijos más: Zuane Antonio y Francesco, este último nacido en 1588 o 1589, un momento en el cual la familia estaba pasando por dificultades económicas.
Desconocemos la fecha de su muerte, pero se cree que las condiciones en las que falleció distaban mucho de la situación acomodada de la que gozó en los inicios de su matrimonio.

## Obra
Fue precisamente el hijo menor, Francesco Cavalli, la motivación de Veneranda para comenzar a publicar sus rimas en 1613, a modo de campaña para la excarcelación del mismo, preso en la cárcel de Padua por un motivo que hoy en día todavía se desconoce. La mayoría de sus poesías, de las cuales solamente publicó tres recopilatorios, son sonetos dirigidos a personajes relevantes del Véneto con la intención de ganarse el apoyo de los potenciales defensores, como por ejemplo el Dux Marcantonio Memmo, a quien le dedicó unas Rimas en el 1613, o el duque y la duquesa de Mantua, a quienes les dedicó las que escribió en 1614 y 1619.
Sus intenciones quedan claramente expuestas en uno de los sonetos que dedica a Marco Bragadin, un poderoso noble de Padua, donde contiene de manera expresa una petición directa para la excarcelación de su hijo Francesco:

«L’alma del figliuol mio, che stà sepolta /

... in atro inferno, e vile /
alla luce richiama, e fuor di lutto»
(Bragadin 1614, 28)

Más allá de estas rimas ocasionales, de escaso interés literario, de esta autora también se conservan una secuencia de rimas espirituales en las Rimas de 1614, alguna égloga, alguna poesía satírica y, en las Rimas de 1619, algunas líricas dedicadas a familiares suyos: sobre la muerte de su madre y la de su marido.
Aunque estos tres volúmenes de las Rimas son las únicas obras que han sobrevivido, también se cree que esta poeta veneciana escribió una novela caballeresca para el Ferdinando Gonzaga, duque de Mantua, posiblemente inspirándose en Tredici canti del Floridoro de su admirada Moderata Fonte.
- Carta-discurso feminista

A pesar de toda esta producción poética, el texto que más destaca de toda su obra es la carta que le escribió en 1614 a Giovanni Battista Barbo como respuesta al poema de corte misógino que éste publicó con el título L’oracolo, overo invettiva contro le donne.
Aunque no es la primera vez que en la Edad Moderna una escritora denuncia de manera pública con su obra escrita la misoginia de otro autor, la novedad que caracteriza la intervención de Veneranda es el tono que emplea para la misma: esta carta constituye un auténtico ataque ad hominem (“contra el hombre”), es decir, contestando al autor concreto del escrito y no al género masculino en general.
Esta es la principal diferencia que guarda con respecto a lo que hizo la más conocida Lucrezia Marinelli con su La nobiltà et l’eccellenza delle donne en respuesta al tratado misógino Dei donneschi difetti (1599) del escritor Giuseppe Passi, donde Marinelli se dirige a todos los hombres en general y no a Passi en particular.
El “oráculo” de Barbo es una obra de escasa originalidad y con un estilo muy poco atractivo, pero es interesante porque en él intenta usar la autoridad del dios griego Apolo para legitimar la nueva poética moderna contra la “mala mujer”. Se trata de un poema en tres cantos: el primero de ellos trata la historia mitológica de Pandora para después abordar los “defectos” y “vicios” de las mujeres en el segundo, destacando la lujuria como el principal de ellos. Es en el tercer canto donde encontramos el núcleo del poema: el juicio de Apolo sobre las mujeres. En él, el autor visita el oráculo de Apolo en Delfos, donde el dios le deja claro cuál es su opinión sobre las mujeres, tachándolas de sexo cruel e inhumano:

«Questo sesso crudele e inumano/ senza legge o ragion vive, e dispregia/ et il dritto e l’onesto, e come insano/

il nome suo di macchie orrende fregia»
Barbo s.d., 52

A esta obra le responde Veneranda con un soneto recogido en sus Rimas de 1613, titulado A chi scrisse l’Oracolo, ovvero invettiva contro le donne (“A quien escribió el Oráculo, o bien ataque contra las mujeres”). Acusa a Barbo de odiar a las mujeres como resultado de alguna desilusión en el amor y alega, además, que un hombre tan lleno de ira contra las mujeres no puede haber sido nacido de ellas o nutrido de su “seno piadoso”. Para finalizar el poema, lo compara con algunos de los grandes autores humanistas con la intención de ridiculizarlo, identificándolo con un cuervo y a los otros con bellos cisnes, dando así a entender que es un poeta de menor talento, mediocre.
A todo ello Barbo le responde con un capítulo largo de tintes satíricos que fue publicado junto con el soneto de Bragadin en 1613. El capítulo de abre con una especie de proemio, dirigido a un “Ilustre Caballero”, donde el autor revela que una mujer lo ha desafiado a un duelo verbal, quien lo ha definido como un “hombre triste y malvado” (Muse 1614, 7). Ante este “tremendo desafío”, su honor le exige entrar en batalla, aunque sea con una mujer.
Según esta respuesta de Barbo, su Oráculo no puede ser entendido como una obra misógina porque no critica a todas las mujeres, sino solamente a las “tristes”, a lo que añade que su adversaria es una lectora poco atenta si no se da cuenta de este hecho, o peor: que su adversaria está extendiendo su simpatía a las mujeres malvadas e impúdicas, dando a entender que ella misma forma parte de ese grupo de “malas mujeres” y la acusa de tener “poco cerebro”.
Cabe destacar que la respuesta de Bardo sigue una tónica de condescendencia con respecto a su adversaria por el hecho de ser mujer, pues asegura que rechaza ser más duro con ella porque considera que todo hombre debe mostrarse respetuoso con las mujeres, y porque seguramente era conocedor de su identidad, porque afirma que es una “mujer honesta” que no debía ser insultada. Es por ello que en su sátira-respuesta reserva los calificativos más duros para las mujeres “no buenas” en general y no a su enemiga en particular, al contrario de lo que hace Bragadin.
Veneranda no dejó esta provocación sin respuesta y decidió escribir una segunda carta de 1720 palabras. Se trata del primer ataque verbal por parte de una mujer italiana en los inicios de la Edad Moderna dirigida a una figura claramente identificable, aunque la carta comience con un irónico “Al Excelente Académico Fecondo”, es decir, sin identificar el nombre de Bardo, mostrándose como su clara antagonista. En esta carta identifica las debilidades físicas y morales de su enemigo:

Quand’io scrissi il sonetto contra di voi, non sapevo chi foste, che se mi fosse stato riferto che, sendo voi in età di settant’anni e meglio, avete scritto un’opra tale, vi avrei escusato, credendovi simile a quella chimera che avete posta in luce, senza cervello; onde anzi delirio si potesse nomar il vostro scriver che altro; perché si come quelli che nella florida età secondo la ragion vissero, servano l’odore delle virtù fino alla fine, così quelli che altra strada tennero, nella decrepità non si ricordando che sono presso al passaggio, pargoleggiano spesso, in vece di preparasi a ben cangiar magione... 
(Bragadin 1619, 74)

Or, per concluder, vi conseglio che deponiate il compor fraperie, e, visitando spesso le chiese, vi provediate di qualche avello per posar le membra, se però non volete per sepolcro il ventre di qualche balena, orco marino, o coccodrillo. E guardatevi da quel Cerbero, che latra con doppie fauci, che slegar minacciate; che se ben siete l’Arcipedagogo de’ Momi, Zoili, e di tutta la pessima setta de’ detrattori, quanto più eccellente in tal professione riuscite, tanto meno si deono stimare i vostri morsi; oltre che sì per gli anni, come per il troppo aver adoperato i denti, dovete averli molto deboli. Facciavi il Cielo quanto meritate felice. 
(Bragadin 1619, 92)

Con estas palabras, Bragadin acepta el desafío de medirse con Barbo en una batalla de palabras, aceptando toda la potencial violencia verbal de su rival.
Bragadin, en esta carta, vuelve a hacer referencia al Oráculo de Bardo y alega que la hostilidad que demuestra contra las mujeres, sobre todo por el hecho de llamarlas “monstruos” o “defectos de la naturaleza”, es una forma de blasfemia, ya que Dios ha creado a la mujer a su imagen y semejanza.
Bragadin rechaza el determinismo biológico de estampa aristotélica que constituye la base de la teoría machista y prefiere privilegiar una concepción más fluida del género según la cual el sexo fisiológico de un individuo no determina los atributos morales.
El siglo XVII fue un siglo en el que la misoginia literaria estaba destinada a vencer por razones históricas. Sin embargo, Bragadin venció rápidamente su particular batalla con Bardo, pues no recibió respuesta a esta carta. A este respecto, Dionisio Viola, un escritor que la admiraba por su pluma y su coraje, escribió sobre ella:

«Ben di ferro hebbe il core, di Tigre nacque» (Viola 1618, 85)

Bragadin 1619, 91